# 浙江省
浙江省（せっこうしょう、チョーチアンしょう、中国語：浙江省、拼音：Zhèjiāng Shěng、英語: Zhejiang）は、中華人民共和国の省の一つ。略称は浙（せつ）。華東地区中部に位置し、東シナ海に面す。省都は杭州市。浙とは省内最大の河川・銭塘江を指す。銭塘江は蛇行が激しいことから曲江（きょっこう）、之江（しこう）、折江（せっこう）、浙江などと呼ばれてきた。

## 地理
北に江蘇省と上海市、西に安徽省と江西省、南に福建省と接する。東は東シナ海に面する。銭塘江が流入する杭州湾は古来より交易で栄え、沿海には舟山列島など約2千の島々が散らばり、中国で最も島嶼が多い省である。内陸は丘陵地帯となり、天台山、四明山、天目山などが連なる。北部の湖州市にある安吉県は竹の産地で有名であり、映画グリーン・デスティニーの竹林のシーンも安吉の中国大竹海で撮影された。また紹興市は、紹興酒の産地で有名である。

## 歴史
春秋時代の越国であり、戦国時代には楚に属した。秦始皇帝によって統一され、会稽郡が設置された。漢代には揚州に属し、三国時代には呉の領域に入った。唐代に浙江東西両道が置かれて、浙江の名が始まった。五代十国時代には杭州を都とする呉越国が成立した。北宋が南渡して臨安（杭州）は南宋の都となった。元代に浙江行省が設置され、明には浙江布政司、清代に浙江省が成立した。この地の7000年前のカボト遺跡からは水田の跡が見つかっており、その籾のDNAはジャポニカであることから、この長江沿いの地域は日本の稲作伝来ルーツ地と見なされている。

## 行政区画
11地級市の下に下級行政単位である37市轄区、19県級市、32県、1自治県を管轄する。
| No.              | 名称   | 中国語表記 | 拼音           | 面積 (Km2) | 人口 (2020年) | 政府所在地 |
| ---------------- | ------ | ---------- | -------------- | ---------- | ------------- | ---------- |
| #                | 浙江省 | 浙江省     | Zhèjiāng Shěng | 101800.00  | 64,567,588    | 杭州市     |
| 浙江省の行政区画 |        |            |                |            |               |            |
|                  |        |            |                |            |               |            |
| — 副省級市 —     |        |            |                |            |               |            |
| 1                | 杭州市 | 杭州市     | Hángzhōu Shì   | 16853.57   | 11,936,010    | 上城区     |
| 2                | 寧波市 | 宁波市     | Níngbō Shì     | 9365.58    | 9,404,283     | 鄞州区     |
| — 地級市 —       |        |            |                |            |               |            |
| 3                | 湖州市 | 湖州市     | Húzhōu Shì     | 5818.44    | 3,367,579     | 呉興区     |
| 4                | 嘉興市 | 嘉兴市     | Jiāxīng Shì    | 4222.87    | 5,400,868     | 南湖区     |
| 5                | 金華市 | 金华市     | Jīnhuá Shì     | 10941.75   | 7,050,683     | 婺城区     |
| 6                | 麗水市 | 丽水市     | Líshuǐ Shì     | 17275.20   | 2,507,396     | 蓮都区     |
| 7                | 衢州市 | 衢州市     | Qúzhōu Shì     | 8844.55    | 2,276,184     | 柯城区     |
| 8                | 紹興市 | 绍兴市     | Shàoxīng Shì   | 8279.08    | 5,270,977     | 越城区     |
| 9                | 台州市 | 台州市     | Tāizhōu Shì    | 10044.46   | 6,622,888     | 椒江区     |
| 10               | 温州市 | 温州市     | Wēnzhōu Shì    | 12082.64   | 9,572,903     | 鹿城区     |
| 11               | 舟山市 | 舟山市     | Zhōushān Shì   | 1454.70    | 1,157,817     | 定海区     |

## 経済
中国の沿海諸省のなかでも最も先進的な省のひとつである。とくに省政府が主導する公共インターネット網はよく整備されている。
省東部の杭州湾を縦断して寧波と嘉興を結ぶ世界最長の杭州湾海上大橋が2004年6月に着工し、2008年5月1日に開通した。
2012年の浙江省生産総額（GDP）は対前年比増の32,000億元で、省・直轄市別では広東省、江蘇省、山東省に次ぐ中国国内第四位となった。2012年度の一人当たり生産総額は対前年比増の63,266元。
2019年の浙江省生産総額（GDP）は60,000億円を突破した。

## 教育
- 浙江大学
- 中国美術学院
- 浙江工業大学
- 浙江師範大学
- 浙江理工大学
- 寧波大学
- 浙江工商大学
- 杭州電子科技大学
- 杭州師範大学
- 温州大学
- 浙江中医薬大学
- 温州医科大学
- 浙江海洋大学
- 中国計量大学
- 浙江農林大学
- 西湖大学
- 浙大城市学院
- 浙大寧波理工学院
- 浙江科技学院
- 浙江音楽学院
- 浙江伝媒学院
- 浙江警察学院
- 浙江工業大学之江学院
- 浙江師範大学行知学院
- 嘉興学院
- 紹興文理学院
- 湖州師範学院
- 湖州学院
- 麗水学院
- 衢州学院
- 台州学院
- 温州商学院
- 浙江樹人学院
- 浙江万里学院
- 寧波工程学院
- 金華職業技術学院
- 寧波ノッティンガム大学
- 温州キーン大学

## 文化
- 浙江料理
- 越劇
- 呉語

## 観光
- 西湖
- 千島湖
- 富春江
- 天台山
- 普陀山
- 神仙居
- 諸葛八卦村

## 友好提携・交流自治体
- シュレスヴィヒ＝ホルシュタイン州（ドイツ）
- 静岡県（日本）
- 福井県（日本）
- 栃木県（日本）
- ニュージャージー州（アメリカ合衆国）
- インディアナ州（アメリカ合衆国）
- 西オーストラリア州（オーストラリア）
- パラナ州（ブラジル）
- オート・ノルマンディ地域圏（フランス）
- 全羅南道（韓国）
- コロニア州（ウルグアイ）
- ポンペイ州（ミクロネシア連邦）
- 東ケープ州（南アフリカ共和国）
- ウプサラ県（スウェーデン）